# Lycoderes strumpeli
Lycoderes strumpeli är en insektsart som beskrevs av Albino Morimasa Sakakibara 1991. Lycoderes strumpeli ingår i släktet Lycoderes och familjen hornstritar. Inga underarter finns listade i Catalogue of Life.